# جیتر ۱۲۰۶۷
سیارک ۱۲۰۶۷ (به انگلیسی: 12067 Jeter، نامگذاری:1998FH42) دوازده هزار و شصت و هفتمین سیارک کشف شده‌است که در ۲۰ مارس ۱۹۹۸ کشف شد.
قدر مطلق سیارک برابر ۱۲.۹ است.